# Liste des mammifères en Crète
Pour des articles plus généraux, voir Liste des mammifères en Grèce et Faune en Crète.

Carte topographique de la Crète.

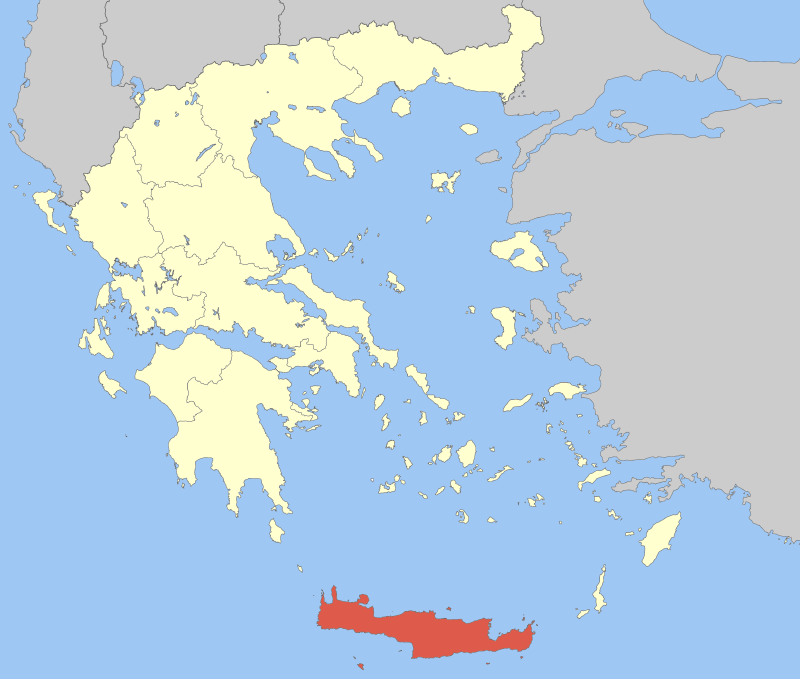
Localisation de la Crète en Grèce.

Cette liste commentée recense la mammalofaune en Crète. Elle répertorie les espèces de mammifères crétois actuels et celles qui ont été récemment classifiées comme éteintes (à partir de l'Holocène, depuis donc 11 700 ans av. J.‑C.). Cette liste comporte cinquante espèces réparties en neuf ordres et 17 familles, dont une est « en danger critique d'extinction », une autre est « en danger », quatre sont « vulnérables », deux sont « quasi menacées » et deux autres ont des « données insuffisantes » pour être classées (selon les critères de la liste rouge de l'UICN au niveau mondial).
Elle contient au moins huit espèces introduites sur ce territoire, qui sont plus ou moins bien acclimatées. Il peut contenir aussi dans cette liste des animaux non reconnus par la liste rouge de l'UICN (un mammifère ici) et ils sont classés en « non évalué » : cela étant dû notamment au manque de données et à des espèces domestiques, disparues ou éteintes avant le XVIe siècle. Il existe en Crète deux espèces de mammifères endémiques (une actuelle et une éteinte). Comme sous-espèces endémiques, il y a par exemple le Rat épineux de Crète (Acomys cahirinus minous) et la Chèvre sauvage de Crète (Capra hircus cretica).

## Statuts de la liste rouge de l'UICN
Les statuts de conservation utilisés par la liste rouge de l'UICN mondiale sont :
| (EX) | Éteint                  | Il n'y a pas le moindre doute sur le fait que le dernier spécimen recensé est mort.                                                                   |
| (EW) | Éteint à l'état sauvage | L'espèce est connue uniquement en captivité ou en tant que population naturalisée bien en dehors de son ancienne aire de répartition.                 |
| (CR) | En danger critique      | L'espèce risque prochainement de s'éteindre à l'état sauvage.                                                                                         |
| (EN) | En danger               | L'espèce fait face à un très gros risque d'extinction à l'état sauvage.                                                                               |
| (VU) | Vulnérable              | L'espèce fait face à un gros risque d'extinction à l'état sauvage.                                                                                    |
| (NT) | Quasi menacé            | L'espèce ne satisfait pas un ou plusieurs des critères prévus qui permettraient de la catégoriser, mais pourrait risquer de s'éteindre dans le futur. |
| (LC) | Préoccupation mineure   | Il n'y a pas de risque identifiable pour l'espèce. |
| (DD) | Données insuffisantes   | Il n'y a pas d'information adéquate qui permettraient de faire une évaluation des risques pour cette espèce.                                          |
| (NE) | Non évalué              | L'espèce n'a pas encore été confrontée aux critères précédents, n'est pas reconnue par l'UICN ou bien s'est éteinte avant le XVIe siècle.             |

## Ordre:Primates

### Famille:Hominidés
| Nom binominal, nom vulgaire et citation d'auteurs | Nom vulgaire grec (langue utilisée en Crète) | Origine et statut en Crète | Aire de répartition                    | Statut UICN mondial | Image         |
| ------------------------------------------------- | -------------------------------------------- | -------------------------- | -------------------------------------- | ------------------- | ------------- |
| Homo sapiens (Homme moderne) Linnaeus, 1758       | Άνθρωπος                                     | Autochtone,                | Aire de répartition de l'Homme moderne | [ 3 ]               | Homme moderne |

## Ordre:Lagomorphes

### Famille:Léporidés
| Nom binominal, nom vulgaire et citation d'auteurs         | Nom vulgaire grec (langue utilisée en Crète) | Origine et statut en Crète | Aire de répartition                     | Statut UICN mondial | Image            |
| --------------------------------------------------------- | -------------------------------------------- | -------------------------- | --------------------------------------- | ------------------- | ---------------- |
| Lepus europaeus (Lièvre d'Europe) Pallas, 1778            | Λαγός                                        | Autochtone                 | Aire de répartition du Lièvre d'Europe  | [ 5 ]               | Lièvre d'Europe  |
| Oryctolagus cuniculus (Lapin de garenne) (Linnaeus, 1758) | Αγριοκουνελο                                 | Allochtone (Introduit),    | Aire de répartition du Lapin de garenne | [ 7 ]               | Lapin de garenne |

## Ordre:Rodentiens

### Famille:Muridés
| Nom binominal, nom vulgaire et citation d'auteurs             | Nom vulgaire grec (langue utilisée en Crète) | Origine et statut en Crète          | Aire de répartition                         | Statut UICN mondial | Image                  |
| ------------------------------------------------------------- | -------------------------------------------- | ----------------------------------- | ------------------------------------------- | ------------------- | ---------------------- |
| Acomys cahirinus (Rat épineux du Caire) (Desmarest, 1819)     | — aucun —                                    | Allochtone (Introduit)              | Aire de répartition du Rat épineux du Caire | [ 9 ]               | Rat épineux du Caire   |
| Apodemus mystacinus (Mulot rupestre) (Danford & Alston, 1877) | Βραχοποντικός                                | Autochtone                          | Aire de répartition du Mulot rupestre       | [ 10 ]              | Mulot rupestre         |
| Apodemus sylvaticus (Mulot sylvestre) (Linnaeus, 1758)        | Δασοποντικός                                 | Autochtone                          | Aire de répartition du Mulot sylvestre      | [ 11 ]              | Mulot sylvestre        |
| Mus minotaurus Bate, 1942                                     | — aucun —                                    | Autochtone (Endémique mais éteint), | Illustration manquante                      | (NE)                | Illustration manquante |
| Mus musculus (Souris grise) Linnaeus, 1758                    | Σταχτοποντικός                               | Allochtone (Introduit),             | Aire de répartition de la Souris grise      | [ 14 ]              | Souris grise           |
| Rattus norvegicus (Rat surmulot) (Berkenhout, 1769)           | Δεκατιστης                                   | Allochtone (Introduit),             | Aire de répartition du Rat surmulot         | [ 15 ]              | Rat surmulot           |
| Rattus rattus (Rat noir) (Linnaeus, 1758)                     | Μαυροποντικός                                | Allochtone (Introduit),             | Aire de répartition du Rat noir             | [ 16 ]              | Rat noir               |

### Famille:Gliridés
| Nom binominal, nom vulgaire et citation d'auteurs | Nom vulgaire grec (langue utilisée en Crète) | Origine et statut en Crète | Aire de répartition              | Statut UICN mondial | Image     |
| ------------------------------------------------- | -------------------------------------------- | -------------------------- | -------------------------------- | ------------------- | --------- |
| Glis glis (Loir gris) Linnaeus, 1766              | Δασομυωξος                                   | Autochtone                 | Aire de répartition du Loir gris | [ 17 ]              | Loir gris |

## Ordre:Érinacéomorphes

### Famille:Érinacéidés
| Nom binominal, nom vulgaire et citation d'auteurs                  | Nom vulgaire grec (langue utilisée en Crète) | Origine et statut en Crète | Aire de répartition                         | Statut UICN mondial | Image                |
| ------------------------------------------------------------------ | -------------------------------------------- | -------------------------- | ------------------------------------------- | ------------------- | -------------------- |
| Erinaceus roumanicus (Hérisson des Balkans) Barrett-Hamilton, 1900 | Ακανθόχοιρος                                 | Autochtone                 | Aire de répartition du Hérisson des Balkans | [ 18 ]              | Hérisson des Balkans |

## Ordre:Soricomorphes

### Famille:Soricidés
| Nom binominal, nom vulgaire et citation d'auteurs               | Nom vulgaire grec (langue utilisée en Crète) | Origine et statut en Crète | Aire de répartition                               | Statut UICN mondial | Image                  |
| --------------------------------------------------------------- | -------------------------------------------- | -------------------------- | ------------------------------------------------- | ------------------- | ---------------------- |
| Crocidura suaveolens (Crocidure des jardins) (Pallas, 1811)     | Κηπομυγαλίδα                                 | Allochtone (Introduit)     | Aire de répartition de la Crocidure des jardins   | [ 19 ]              | Crocidure des jardins  |
| Crocidura zimmermanni (Crocidure de Zimmermann) Wettstein, 1953 | Κρητικη σπιτομυγαλιδα                        | Autochtone (Endémique),    | Aire de répartition de la Crocidure de Zimmermann | [ 20 ]              | Illustration manquante |
| Suncus etruscus (Pachyure étrusque) (Savi, 1822)                | Ετρουσκομυγαλιδα                             | Autochtone                 | Aire de répartition du Pachyure étrusque          | [ 21 ]              | Pachyure étrusque      |

## Ordre:Chiroptères

### Famille:Molossidés
| Nom binominal, nom vulgaire et citation d'auteurs         | Nom vulgaire grec (langue utilisée en Crète) | Origine et statut en Crète | Aire de répartition                       | Statut UICN mondial | Image              |
| --------------------------------------------------------- | -------------------------------------------- | -------------------------- | ----------------------------------------- | ------------------- | ------------------ |
| Tadarida teniotis (Molosse de Cestoni) (Rafinesque, 1814) | Τυφλασπαλακας                                | Autochtone                 | Aire de répartition du Molosse de Cestoni | [ 22 ]              | Molosse de Cestoni |

### Famille:Rhinolophidés
| Nom binominal, nom vulgaire et citation d'auteurs             | Nom vulgaire grec (langue utilisée en Crète) | Origine et statut en Crète | Aire de répartition                          | Statut UICN mondial | Image                  |
| ------------------------------------------------------------- | -------------------------------------------- | -------------------------- | -------------------------------------------- | ------------------- | ---------------------- |
| Rhinolophus blasii (Rhinolophe de Blasius) Peters, 1866       | Ρινόλοφος του Blasius                        | Autochtone                 | Aire de répartition du Rhinolophe de Blasius | [ 23 ]              | Illustration manquante |
| Rhinolophus ferrumequinum (Grand Rhinolophe) (Schreber, 1774) | Τρανορινόλοφος                               | Autochtone                 | Aire de répartition du Grand Rhinolophe      | [ 24 ]              | Grand Rhinolophe       |
| Rhinolophus hipposideros (Petit Rhinolophe) (Bechstein, 1800) | Μικρορινόλοφος                               | Autochtone                 | Aire de répartition du Petit Rhinolophe      | [ 25 ]              | Petit Rhinolophe       |

### Famille:Vespertilionidés
| Nom binominal, nom vulgaire et citation d'auteurs                             | Nom vulgaire grec (langue utilisée en Crète) | Origine et statut en Crète | Aire de répartition                                | Statut UICN mondial | Image                       |
| ----------------------------------------------------------------------------- | -------------------------------------------- | -------------------------- | -------------------------------------------------- | ------------------- | --------------------------- |
| Miniopterus schreibersii (Minioptère de Schreibers) (Kuhl, 1817)              | Πτερυγονυχτερίδα                             | Autochtone                 | Aire de répartition du Minioptère de Schreibers    | [ 26 ]              | Minioptère de Schreibers    |
| Myotis aurascens (Murin doré) Kuzyakin, 1935                                  | — aucun —                                    | Autochtone                 | Aire de répartition du Murin doré                  | [ 27 ]              | Illustration manquante      |
| Myotis blythii (Petit Murin) (Tomes, 1857)                                    | Μικροµυωτίδα                                 | Autochtone,                | Aire de répartition du Petit Murin                 | [ 28 ]              | Petit Murin                 |
| Myotis capaccinii (Murin de Capaccini) (Bonaparte, 1837)                      | Ποδαροµυωτίδα                                | Autochtone                 | Aire de répartition du Murin de Capaccini          | [ 29 ]              | Murin de Capaccini          |
| Myotis emarginatus (Murin à oreilles échancrées) (É. Geoffroy, 1806)          | Πυρροµυωτίδα                                 | Autochtone                 | Aire de répartition du Murin à oreilles échancrées | [ 30 ]              | Murin à oreilles échancrées |
| Myotis mystacinus (Murin à moustaches) (Kuhl, 1817)                           | Μουστακονυχτερίδα                            | Autochtone                 | Aire de répartition du Murin à moustaches          | [ 31 ]              | Murin à moustaches          |
| Eptesicus serotinus (Sérotine commune) (Schreber, 1774)                       | Τρανονυχτερίδα                               | Autochtone                 | Aire de répartition de la Sérotine commune         | [ 32 ]              | Sérotine commune            |
| Nyctalus leisleri (Noctule de Leisler) (Kuhl, 1817)                           | Μικρονυκτοβάτης                              | Autochtone                 | Aire de répartition de la Noctule de Leisler       | [ 34 ]              | Noctule de Leisler          |
| Pipistrellus hanaki (Pipistrelle de Libye) Hulva & Benda, 2004                | — aucun —                                    | Autochtone                 | Illustration manquante                             | [ 36 ]              | Illustration manquante      |
| Pipistrellus kuhlii (Pipistrelle de Kuhl) (Kuhl, 1817)                        | Λευκονυχτερίδα                               | Autochtone                 | Aire de répartition de la Pipistrelle de Kuhl      | [ 37 ]              | Pipistrelle de Kuhl         |
| Pipistrellus nathusii (Pipistrelle de Nathusius) (Keyserling & Blasius, 1839) | Νυχτερίδα του Nathusius                      | Autochtone                 | Aire de répartition de la Pipistrelle de Nathusius | [ 38 ]              | Pipistrelle de Nathusius    |
| Pipistrellus pipistrellus (Pipistrelle commune) (Schreber, 1774)              | Νανονυχτερίδα                                | Autochtone                 | Aire de répartition de la Pipistrelle commune      | [ 39 ]              | Pipistrelle commune         |
| Plecotus kolombatovici (Oreillard des Balkans) Dulic, 1980                    | — aucun —                                    | Autochtone                 | Illustration manquante                             | [ 40 ]              | Illustration manquante      |
| Plecotus macrobullaris (Oreillard montagnard) Kuzjakin, 1965                  | Ορεινή ωτονυχτερίδα                          | Autochtone                 | Aire de répartition de l'Oreillard montagnard      | [ 41 ]              | Oreillard montagnard        |
| Hypsugo savii (Vespère de Savi) (Bonaparte, 1837)                             | Βουνονυχτερίδα                               | Autochtone                 | Aire de répartition de la Vespère de Savi          | [ 42 ]              | Vespère de Savi             |

## Ordre:Cétacés

### Famille:Balænoptéridés
| Nom binominal, nom vulgaire et citation d'auteurs            | Nom vulgaire grec (langue utilisée en Crète) | Origine et statut en Crète | Aire de répartition                        | Statut UICN mondial | Image            |
| ------------------------------------------------------------ | -------------------------------------------- | -------------------------- | ------------------------------------------ | ------------------- | ---------------- |
| Balaenoptera acutorostrata (Baleine de Minke) Lacépède, 1804 | Ρυγχοφάλα℩να                                 | Autochtone                 | Aire de répartition de la Baleine de Minke | [ 44 ]              | Baleine de Minke |
| Balaenoptera physalus (Rorqual commun) (Linnaeus, 1758)      | Πτεροφάλαινα                                 | Autochtone                 | Aire de répartition du Rorqual commun      | [ 45 ]              | Rorqual commun   |

### Famille:Delphinidés
| Nom binominal, nom vulgaire et citation d'auteurs             | Nom vulgaire grec (langue utilisée en Crète) | Origine et statut en Crète | Aire de répartition                               | Statut UICN mondial | Image                      |
| ------------------------------------------------------------- | -------------------------------------------- | -------------------------- | ------------------------------------------------- | ------------------- | -------------------------- |
| Delphinus delphis (Dauphin commun à bec court) Linnaeus, 1758 | Κοινό δελφίνι                                | Autochtone                 | Aire de répartition du Dauphin commun à bec court | [ 46 ]              | Dauphin commun à bec court |
| Stenella coeruleoalba (Dauphin bleu et blanc) (Meyen, 1833)   | Ζωνοδέλφινο                                  | Autochtone                 | Aire de répartition du Dauphin bleu et blanc      | [ 48 ]              | Dauphin bleu et blanc      |
| Tursiops truncatus (Grand Dauphin commun) (Montagu, 1821)     | Ρινοδέλφινο                                  | Autochtone                 | Aire de répartition du Grand Dauphin commun       | [ 49 ]              | Grand Dauphin commun       |
| Grampus griseus (Dauphin de Risso) (G. Cuvier, 1812)          | Σταχτοδέλφινο                                | Autochtone                 | Aire de répartition du Dauphin de Risso           | [ 50 ]              | Dauphin de Risso           |
| Pseudorca crassidens (Fausse Orque) (Owen, 1846)              | Ψευδόρκα                                     | Peut-être autochtone,      | Aire de répartition de la Fausse Orque            | [ 51 ]              | Fausse Orque               |
| Steno bredanensis (Sténo) (G. Cuvier in Lesson, 1828)         | Στενόρυγχο δελφίνι                           | Autochtone                 | Aire de répartition du Sténo                      | [ 52 ]              | Sténo                      |

### Famille:Physétéridés
| Nom binominal, nom vulgaire et citation d'auteurs      | Nom vulgaire grec (langue utilisée en Crète) | Origine et statut en Crète | Aire de répartition                   | Statut UICN mondial | Image          |
| ------------------------------------------------------ | -------------------------------------------- | -------------------------- | ------------------------------------- | ------------------- | -------------- |
| Physeter macrocephalus (Grand Cachalot) Linnaeus, 1758 | Φυσητήρας                                    | Autochtone                 | Aire de répartition du Grand Cachalot | [ 53 ]              | Grand Cachalot |

### Famille:Ziphiidés
| Nom binominal, nom vulgaire et citation d'auteurs             | Nom vulgaire grec (langue utilisée en Crète) | Origine et statut en Crète | Aire de répartition                               | Statut UICN mondial | Image                   |
| ------------------------------------------------------------- | -------------------------------------------- | -------------------------- | ------------------------------------------------- | ------------------- | ----------------------- |
| Ziphius cavirostris (Baleine à bec de Cuvier) G. Cuvier, 1823 | Ζιφιός                                       | Autochtone                 | Aire de répartition de la Baleine à bec de Cuvier | [ 54 ]              | Baleine à bec de Cuvier |

## Ordre:Artiodactyles

### Famille:Bovidés
| Nom binominal, nom vulgaire et citation d'auteurs | Nom vulgaire grec (langue utilisée en Crète) | Origine et statut en Crète | Aire de répartition                     | Statut UICN mondial | Image         |
| ------------------------------------------------- | -------------------------------------------- | -------------------------- | --------------------------------------- | ------------------- | ------------- |
| Capra hircus (Chèvre égagre) Linnaeus, 1758       | Αίγαγρος                                     | Allochtone (Introduit)     | Aire de répartition de la Chèvre égagre | [ 56 ]              | Chèvre égagre |

## Ordre:Carnivores

### Famille:Mustélidés
| Nom binominal, nom vulgaire et citation d'auteurs | Nom vulgaire grec (langue utilisée en Crète) | Origine et statut en Crète | Aire de répartition                        | Statut UICN mondial | Image             |
| ------------------------------------------------- | -------------------------------------------- | -------------------------- | ------------------------------------------ | ------------------- | ----------------- |
| Martes foina (Fouine) (Erxleben, 1777)            | Πετροκούναβο                                 | Autochtone                 | Aire de répartition de la Fouine           | [ 58 ]              | Fouine            |
| Meles meles (Blaireau européen) (Linnaeus, 1758)  | Ευρωπαϊκός ασβός                             | Autochtone                 | Aire de répartition du Blaireau européen   | [ 59 ]              | Blaireau européen |
| Mustela nivalis (Belette d'Europe) Linnaeus, 1766 | Νυφίτσα                                      | Autochtone                 | Aire de répartition de la Belette d'Europe | [ 60 ]              | Belette d'Europe  |

### Famille:Phocidés
| Nom binominal, nom vulgaire et citation d'auteurs                | Nom vulgaire grec (langue utilisée en Crète) | Origine et statut en Crète | Aire de répartition                                 | Statut UICN mondial | Image                        |
| ---------------------------------------------------------------- | -------------------------------------------- | -------------------------- | --------------------------------------------------- | ------------------- | ---------------------------- |
| Monachus monachus (Phoque moine de Méditerranée) (Hermann, 1779) | Μεσογειακή Φώκια                             | Autochtone                 | Aire de répartition du Phoque moine de Méditerranée | [ 62 ]              | Phoque moine de Méditerranée |

### Famille:Félidés
| Nom binominal, nom vulgaire et citation d'auteurs | Nom vulgaire grec (langue utilisée en Crète) | Origine et statut en Crète | Aire de répartition                 | Statut UICN mondial | Image        |
| ------------------------------------------------- | -------------------------------------------- | -------------------------- | ----------------------------------- | ------------------- | ------------ |
| Felis silvestris (Chat sauvage) Schreber, 1777    | Αγριόγατα                                    | Allochtone (Introduit)     | Aire de répartition du Chat sauvage | [ 63 ]              | Chat sauvage |